# ۴ ساعت سیلورستون
۴ ساعت سیلوراستون (که با نام های ۱۰۰۰ کیلومتر سیلوراستون و 6 ساعت سیلوراستون نیز برگزار شده است) یک مسابقه اتومبیلرانی استقامتی است که در پیست سیلورستون در نزدیکی روستاهای سیلوراستون و وایتلبری نورث همپتون شایر برگزار می شود. 
اولین بار در سال ۱۹۷۶ به عنوان بخشی از مسابقات قهرمانی جهانی اتومبیل های ورزشی، این مسابقه بخشی از مسابقات قهرمانی استقامت جهانی بین سال های ۲۰۱۳ و ۲۰۱۹ بود، اما مسابقه ۲۰۲۰ به دلیل همه گیری کووید ۱۹ لغو شد و این مسابقه برای سال ۲۰۲۱ نیز بازنگشت.